# Isak Kleist
Samuel Jens Isak Anders Peter Kleist (* 16. Februar 1894 in Qeqertarsuaq; † unbekannt) war ein grönländischer Landesrat.

## Leben
Isak Kleist war der Sohn des Katecheten Laurits Jens Gerhard Samuel Kleist (1855–?) und seiner Frau Justa Ruth Lovise Prehn (1858–?). Seine Schwester Luise Ane Marie Kleist (1889–?) war mit Jeremias Geisler (1884–1936) verheiratet, womit Isak Kleist der Onkel des ältesten grönländischen Manns Anthon Geisler (1919–2021) ist. Am 24. Mai 1915 heiratete er in Qeqertarsuaq Annine Margrete Cathrine Juliane Broberg (1893–?), Tochter des Jägers Nikolaj Hendrik Mathias Pele Broberg und seiner Frau Pauline Juliane Lynge. Er war Jäger in Qeqertarsuaq und saß von 1923 bis 1926 für eine Legislaturperiode als Nachfolger seines Schwagers Jeremias Geisler im nordgrönländischen Landesrat. Von 1939 bis 1943 wurde er für eine weitere Legislaturperiode in den Landesrat gewählt.